# Геловінтаун II: Помста Калабара
«Геловінтаун 2: Помста Калабара» (англ. Halloweentown II: Kalabar's Revenge) — американський телефільм 2001 року для дитячої та підліткової аудиторії. Оригінальний фільм «Disney Channel». Друга стрічка тетралогії про Геловінтаун: попередній фільм — «Геловінтаун», наступний — «Геловінтаун 3» (Halloweentown High, 2004).

## Сюжет
У світі смертних настає Хелловін. Сім'я відьом — Аггі, Гвен, Марні і Софі — влаштовує у себе вдома з цього приводу вечірку. В гості заходить чарівний юнак, Кел, який, за його словами, тільки сьогодні переїхав на їх вулицю. Він негайно зачаровує Марні, та показує йому будинок, в тому числі й секретну бабусину кімнату. З неї Кел таємно викрадає Книгу заклинань Аггі, а саму Марні запрошує на сьогоднішню опівнічну зустріч свята на шкільну вечірку, і дівчина погоджується. Тим часом батько Кела, Алекс, також зводить Гвен і також запрошує її на ту ж вечірку; погоджується і мама.
Аггі вирішує відвідати свій рідний Геловінтаун і бере з собою Марні. Але у Геловінтаун все невпізнанно: його жителі стали сірими й нудними, те ж і з будівлями та природою. Аггі хоче все розчарувати, але їй потрібна її Книга заклинань, зникнення якої тут же виявляється. До того ж бабуся з онукою не можуть повернутися через портал до світу смертних: з'являється Кел, який і пояснює їм, що сталося. Він — син знищеного відьмами в минулій серії злого чаклуна Калабара, який з'явився їм помститися, зачарував Геловінтаун і вкрав Книгу заклинань. Опівночі, через чотири години, він перетворить усіх на шкільній дискотеці у тих, у кого вони наряджені: чудовиськ, жаб, циклопів…
Аггі, Марні та їх старий друг Люк, зустрінутий ними, вирушають додому до бабусі, де у неї повинен зберігатися другий примірник Книги, але він втрачений. Тоді всі вони їдуть до Горта, зберігача загублених речей, але і він зачарований, він розпродав майже все що у нього було, в тому числі й Книгу. Тим часом Аггі різко втрачає свою силу, теж піддаючись «сірому заклинанню», двері замикаються зсередини. Марні знаходить спосіб переміститися в минуле з Люком, але бабусю доводиться залишити. Однак і багато років тому з'ясовується, що книга вже давно куплена Келом. Диявольськи продуманий план почав здійснюватись.
Тим часом Ділан і Софі здогадуються, що Алекс — «жаб'ячий голем» і вирушають на дискотеку рятувати маму. Незабаром переконується, що це правда.
Між тим Марні випадково виявляє заклинання проти «сірого закляття», але втрачає заклинання для подорожі в часі. На щастя, у Горта знаходиться «тунель часу». З його допомогою вони повертаються за залишеною бабусею Аггі, разколдовують її, майже відкривають портал, але занадто пізно: північ настала, всі відвідувачі дискотеки, включаючи маму Гвен, перетворилися на чудовиськ. Об'єднавши зусилля, Аггі, Марні, Ділан, Софі і Люк все-таки відкривають портал і потрапляють у свій світ, світ смертних. Марні вступає у магічне протиборство з Келом і перемагає. І в цьому світі, і в Геловінтауні всі разколдовани, веселощі тривають…

## В ролях
- Даніель Каунц[en] — Кел
- Деббі Рейнольдс — Аггі Кромвелл, бабуся
- Джудіт Хоаг — Гвен, донька Аггі, мати Марні, і Софі Ділана
- Кімберлі Браун — Марні
- Джоєй Циммерман[en] — Ділан
- Емілі Роеске — Софі
- Філіп Ван Дайк — Люк, гоблін
- Блу Манкума — Горт, зберігач загублених речей
- Річард Сайд[en] — Бенні, таксист-скелет

## Факти
- Робочими назвами фільму були «Геловінтаун 2» (Halloweentown II) і «Повернення до Геловінтауна» (Return To Halloweentown). Останню назва\у в результаті отримав четвертий фільм серії: Return to Halloweentown (2006).
- Ім'я головного антагоніста стрічки, Калабара, у вступних та фінальних титрах написано по-різному: Kalabar і Calabar.
- Розглядаючи «тунель часу», Марні згадує дослідження Стівена Гокінга.